# Бавол
Бавол (пол. Bawół II) — польский дворянский герб.

## Описание
В расчетверённом щите, в первой и четвёртой части буйвол в серебряном поле, во второй и третьей серебряный крест в красном поле.
В навершии шлема выходящей буйвол вправо. Под щитом девиз: Deum cole Regem serva (в переводе с латыни: Поклоняйтесь Богу и служите королю). Герб Бавол Воловского внесён в часть 1 Гербовника дворянских родов Царства Польского, страница 193.

## Герб используют
Герб вместе с потомственным дворянством Всемилостивейше пожалован Ивану и Фёдору Францисковым сыновьям Воловским, Высочайшими Грамотами Государя Императора и Царя НИКОЛАЯ I, данными:
- Ивану Воловскому, бывшему первым Помощником Секретаря в Статс-Секретариате Царства Польского, на основании 7 статьи Положения о дворянстве 1836 года в 2 (14) день Генваря 1839 года;
- Фёдору Воловскому, бывшему Капитану Лейб-Гвардии Конно-егерского полка бывших Польских войск, впоследствии Начальнику Грубешовского Уезда, на основании статьи 1 пункта 2 лит. е Высочайшего Указа 27 Ноября (9 Декабря) 1839 года, в 13 (25) день Марта 1845 года.